# Gayton (Norfolk)
Gayton – wieś w Anglii, w hrabstwie Norfolk, w dystrykcie King’s Lynn and West Norfolk. Leży 52 km na zachód od Norwich i 144 km na północ od Londynu.
W 2001 miejscowość liczyła 1396 mieszkańców.